# Lakhimpur, Uttar Pradesh
Lakhimpur là một thành phố và là nơi đặt ban đô thị (municipal board) của quận Kheri thuộc bang Uttar Pradesh, Ấn Độ.

## Địa lý
Lakhimpur có vị trí 27°57′B 80°46′Đ / 27,95°B 80,77°Đ Nó có độ cao trung bình là 147 mét (482 feet).

## Nhân khẩu
Theo điều tra dân số năm 2001 của Ấn Độ, Lakhimpur có dân số 120.566 người. Phái nam chiếm 54% tổng số dân và phái nữ chiếm 46%. Lakhimpur có tỷ lệ 72% biết đọc biết viết, cao hơn tỷ lệ trung bình toàn quốc là 59,5%: tỷ lệ cho phái nam là 75%, và tỷ lệ cho phái nữ là 67%. Tại Lakhimpur, 13% dân số nhỏ hơn 6 tuổi.